# Аландские умеренные
 Аландские умеренные  (швед. Moderaterna på Åland; ранее Беззаботное содружество, швед. Frisinnad Samverkan) — либерально-консервативная политическая партия Аландских островов. На парламентских выборах 2003 года партия получила 13,6 % голосов и 4 из 30 мест. Нынешний лидер партии Йохан Эн. На парламентских выборах 2007 года пария получила 9,5 % голосов и 4 из 30 мест.
В апреле 2011 года партия изменила своё название и стала называться Аландские умеренные.